# Heinrich von Eckardt
Heinrich von Eckardt fue embajador del Imperio Alemán en México, cargo asumido alrededor de 1915, pasando la mayor parte de su tiempo como embajador durante la Primera Guerra Mundial. Después de la salida del presidente Victoriano Huerta (que apoyaba más la tesis alemana) en 1914, su sucesor Venustiano Carranza tenía una posición perceptiblemente negativa para con Alemania. Von Eckardt creyó que tanto Carranza como los órganos gubernamentales eran "prototipos de la vulgaridad y depravación". Su actitud hacia el presidente seguía siendo amarga a pesar de las tentativas de Carranza por suprimir las publicaciones antialemanas, que él describió como "mediocridad pujante". 
Von Eckardt es conocido por ser a quien iba dirigido el telegrama de Zimmermann, un telegrama enviado por el Ministro de Asuntos Exteriores alemán Arthur Zimmermann el 16 de enero de 1917. El mensaje primero fue enviado al embajador alemán en los Estados Unidos, Johan von Bernstorff, para evitar que fuese interceptado. Él lo retransmitió a von Eckardt el 19 de enero. Sin embargo, pese a eso, el telegrama fue interceptado por el Reino Unido al ser trasmitido por von Bernstorff a von Eckardt y descifrado por Room 40. En el telegrama, Zimmermann daba instrucciones a von Eckardt para acercarse al presidente Venustiano Carranza, primero con el fin de formar una alianza con Alemania, y segundo, en caso de romperse las relaciones de Alemania con Estados Unidos, atacar los EE. UU. con ellos y ayudar a persuadir a Japón en la ayuda de dicho ataque. El telegrama era vago (no era preciso) dejando que von Eckardt resolviera los detalles, para presentarlo a Carranza. También le pidieron llamar a Carranza para que pusiera atención en la batalla del Atlántico y la posibilidad de que pudiera fomentar tentativas de obligar al Reino Unido a la paz. 
A pesar del descubrimiento del telegrama por los Estados Unidos y la Gran Bretaña, Eckardt entró en contacto con el Secretario de Relaciones Exteriores Cándido Aguilar, dándole la propuesta un mes después de que el mensaje fuera enviado. Aguilar era comprensivo, pero ambos, él y Carranza, rechazaron finalmente a Alemania, principalmente debido al lanzamiento prematuro. México temió influencia americana, sin embargo y von Eckardt pudo de algún modo inclinar a Carranza, que pidió a los periódicos favorables a los Aliados invertir su postura. Estos informes germanocéntricos inicialmente llevaron a Eckardt a creer que el Armisticio era un mito de la propaganda. La confusión adicional dio lugar a que un periódico de Guadalajara traslapara el sentimiento proalemán con instrucciones de Eckardt para informes carrancistas cuando el anticlericalismo de Carranza hizo que el diario atacara a la Iglesia católica, llevando al boicot por parte de la Iglesia y tentativas fracasadas de Eckardt de engatusarlos fuera de él. 
Von Eckardt fue previamente el embajador alemán para el reino de Montenegro durante las guerras de los Balcanes. Él estaba presente el 27 de abril de 1913 en que Austria exigió al rey Nicolás que Montenegro regresara la región de Shkodër a Albania.